# Eurabia (revue)
Pour l’article homonyme, voir Eurabia.
Eurabia est le titre d'une lettre d'information ronéotée, bimensuelle puis mensuelle, publiée en France de 1973 à 1989 par le Comité européen de coordination des associations d'amitié avec le monde arabe,, ainsi que l'acronyme de ce Comité. Lucien Bitterlin en était l'animateur et le directeur de publication. Ce comité était en liaison avec Middle-East international (Londres), l'Association de Solidarité Franco-Arabe (ASFA) présidée par Louis Terrenoire et sa revue en quadrichromie France-Pays arabes (également éditées par Lucien Bitterlin) et, entre autres, un Groupe d'Études sur le Moyen-Orient (Genève).
Robert Swann, premier secrétaire-général de l’Association Parlementaire pour la Coopération Euro-Arabe (APCEA) apparaît comme rédacteur en chef de quatre fascicules d'un format différent et imprimés, également intitulés EURABIA. De fait l'APCEA a été créée dans le cadre du Comité EURABIA, et tous deux ont œuvré à la promotion de ce qui allait devenir la politique euro-méditerranéenne de l'Europe ouverte à l'influence arabe.
À partir de 1990 et pendant dix ans, les Bulletins Eurabia sont insérés dans France Pays arabes, et cette revue dès lors affiche « Eurabia » comme son sous-titre.
L'acronyme de ce comité, qui est le nom de cette lettre d'information, a été repris comme titre du livre de Bat Ye'or, Eurabia : L'axe euro-arabe,,.